# Blepharita bellieri
Blepharita bellieri är en fjärilsart som beskrevs av Karl Schawerda 1943. Blepharita bellieri ingår i släktet Blepharita och familjen nattflyn. Inga underarter finns listade i Catalogue of Life.